# Carpelimus despectus
Carpelimus despectus är en skalbaggsart som först beskrevs av Baudi di Selve 1870.  Carpelimus despectus ingår i släktet Carpelimus, och familjen kortvingar. Arten är reproducerande i Sverige.